# Lago Berg
O lago Berg é um lago localizado na Colúmbia Britânica, Canadá. Este Lago está na origem do rio Robson uma vez que fica logo abaixo a fonte do rio localizado dentro do Parque Provincial de Monte Robson, e junto da face norte do monte Robson, o pico mais alto das Montanhas Rochosas canadianas. Este lago é parcialmente alimentado pelo glaciar Berg.